# Oderhähne

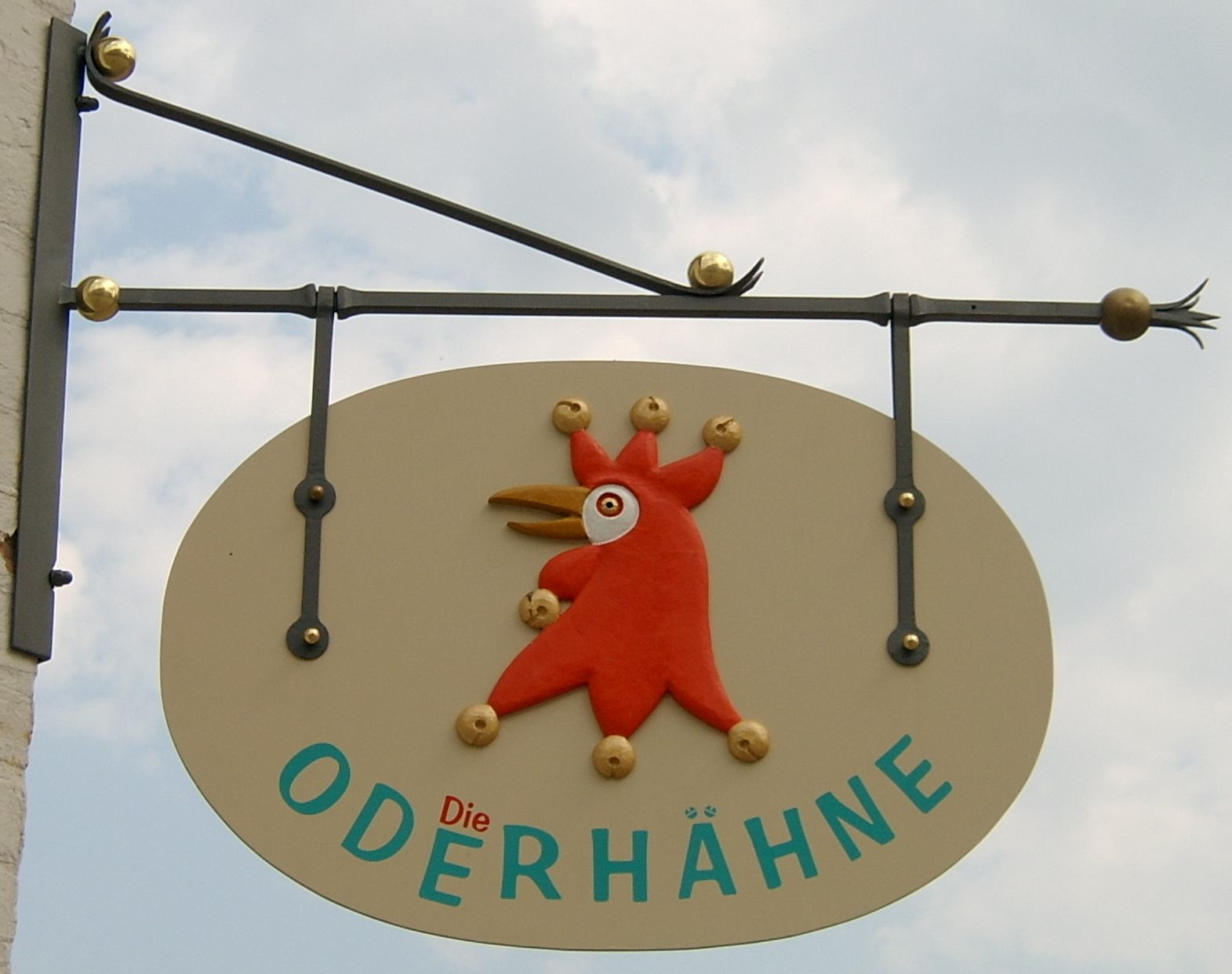
Szyld Oderhähne

Oderhähne (dosł. Odrzańskie Koguty) – teatr satyryczny i kabaret we Frankfurcie nad Odrą. Jego siedziba mieści się przy Rynku Głównym miasta (Marktplatz), w lokalu urządzonym w piwnicach zabytkowego Ratusza (Ratskeller).
Jego początki sięgają 1976. Porusza głównie tematy społeczne i politycze. Od 1991 organizacja użyteczności publicznej.

## Zarząd teatru
- Dr. Martin Wilke (przewodniczący),
- Wolfgang Flieder,
- Katrin Böhnisch,
- Herman Bunsen.

## Niektórzy artyści
- Maik Damboldt
- Volker Herold
- Dagmar Gelbke